# 鷲津久一郎
鷲津 久一郎（わしづ きゅういちろう、1921年3月12日 - 1981年11月25日）は、日本の航空工学者。東京大学工学部航空工学科教授、大阪大学基礎工学部教授を務めた。

## 経歴
1921年3月12日に愛知県に生まれる。一宮中学校を卒業し、その後、東京帝国大学工学部を卒業した。1957年に、「弾性力学における近似解法に関する研究」で工学博士を取得する。
第二次世界大戦中に、技術大尉として特攻機「桜花」の設計に携わる。鷲津技術大尉は桜花の性能関係を担当し、山名正夫技術中佐は設計課主任、北山敏和は主務設計者で全般、服部六郎技術少佐は構造、北野多喜雄技師は空力と設計を分担した。この5人の設計スタッフは、海軍航空技術廠の一室に籠城して設計に専念した。
東京大学工学部航空工学科で助教授、教授を務め、その後、大阪大学基礎工学部で教授となる。
娘の鷲津浩子（1952年生）は、アメリカ文学者・筑波大学教授である。

## 著書
- 『岩波講座 現代応用数学 B第7C 応用編 塑性論』岩波書店 1957
- 『応用力学講座 第20 空力弾性学』共立出版 1957
- 『エネルギ原理入門』培風館 有限要素法の基礎と応用シリーズ 1980

### 共編著
- 『力学概論 改訂版』守屋富次郎共著 培風館 1968
- 『有限要素法ハンドブック』宮本博、山田嘉昭、山本善之、川井忠彦共編 培風館 1981‐83
- 『有限要素法』池川昌弘共著 岩波書店 1987

### 翻訳
- R.ヒル『塑性学』山田嘉昭,工藤英明共訳 培風館 1954
- B.A.フィンレイソン『重みつき残差法と変分原理 および流体力学・伝熱・物質移動への応用』山本善之,川井忠彦共訳 培風館 1974
- D.J.ハター『機械振動解析とプログラミング』砂川恵共監訳 高野夏樹訳 ブレイン図書出版 理工学海外名著シリーズ 1977
- H.C.マーチン,G.F.ケイリー共著『有限要素法の基礎と応用』山本善之共訳 培風館 1979

## 論文
- 鷲津久一郎